# Gitta Domik

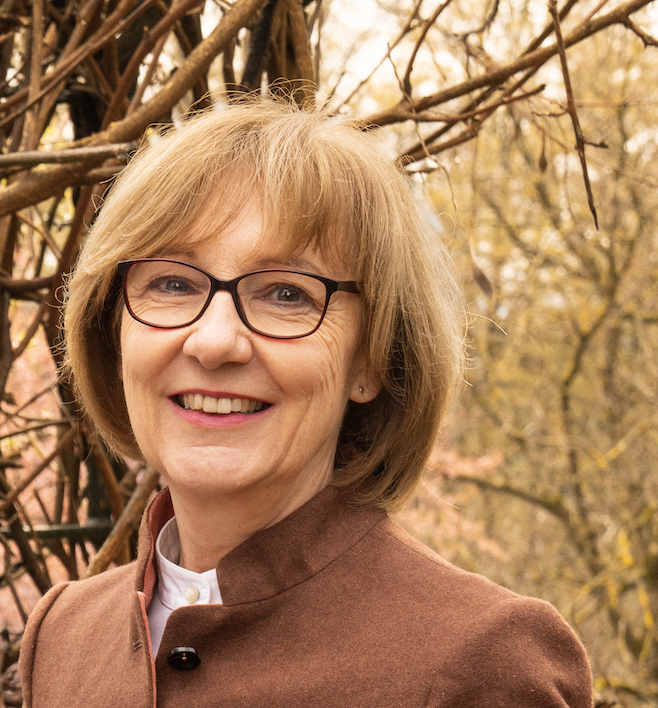
Gitta Domik, 2023. Foto von Sophie Semlitsch.

Gitta Domik (Brigitta Domik-Kienegger; * 18. November 1957 in Graz, Österreich) ist eine österreichische Informatikerin und Hochschullehrerin. Sie leitete von 1993 bis 2021 das Fachgebiet Computergrafik, Visualisierung und Bildverarbeitung an der Universität Paderborn. Domik ist Senior Member von IEEE und ACM.

## Leben
Domik studierte an der Technischen Universität Graz (TU) das Studienfach „Technische Mathematik mit Schwerpunkt Informationsverarbeitung“ und schloss das Studium 1981 als „Dipl-Ing“ ab. Im Anschluss (1982–1985) arbeitete sie als wissenschaftliche Mitarbeiterin am Institut für Digitale Bildverarbeitung und Computergrafik der Forschungsgesellschaft Joanneum Graz (heute Joanneum Research Forschungsgesellschaft mbH). Sie promovierte von der TU Graz im Jahre 1985 mit dem Thema Analyse digitaler Radarbilder mittels digitaler Höhenmodelle und Bildsimulation (Betreuer Franz Leberl). 1986 bis 1987 war sie am Start-up Vexcel Corporation in Boulder, Colorado, USA, in der Funktion als Wissenschaftlerin und Projektleiterin, vor allem für Forschungsprojekte in Zusammenarbeit mit dem Jet Propulsion Laboratory (JPL) der NASA, beschäftigt. Von 1987 bis 1992 arbeitete sie als Research Associate am Center for Astrophysics and Space Astronomy (CASA), 1992 und bis März 1993 als Research Assistant Professor am Department of Computer Science, beides an der University of Colorado at Boulder. In diese Zeit fielen auch zwei Gastprofessuren: das Studienjahr 1990/91 an der Fakultät für Informatik der TU Graz, 1992 vier Monate an der Fakultät für Informatik der Universität Wien. Von 1993 bis 2021 war sie Professorin an der Universität Paderborn und leitete dort die Fachgruppe Computergrafik, Visualisierung und Bildverarbeitung. In diese Zeit fielen auch mehrmonatige Forschungsaufenthalte am Center for Lifelong Learning and Design (L3D) an der University of Colorado Boulder.

## Forschungsschwerpunkte
Die Schwerpunkte in der Forschungsarbeit von Domik sind anwendungsmotivierte Fragestellungen in den Bereichen Computergrafik, Visualisierung und Bildverarbeitung:
- Volume Rendering of Medical Data
- Empirical User Studies on Effective Visualization Techniques
- Empirical User Studies on Effective Navigation Techniques
- User – adaptive Visualizations
- Analysis of digital Radar images for geological, biological and meteorological applications

Im Besonderen widmete sie sich auch der
- Visualization Education at Universities, uni- and interdisciplinary

## Auszeichnungen und weitere Funktionen
- Trägerin des Weierstraß-Preises 2002 und 2020 für ausgezeichnete Lehre der Fakultät für Elektrotechnik, Informatik und Mathematik der Universität Paderborn.
- Ernennung zum Senior Member der Association for Computing Machinery (ACM) (2016)
- Ernennung zum Senior Member des Institute of Electrical and Electronics Engineers (IEEE) (2017)
- Mitglied des Editorial Boards und Co-Founder des „Education Departments“ des Magazins IEEE Computer Graphics and Applications von 2011 bis 2016.
- Mitglied des ACM SIGGRAPH Education Committee (1992–2021).

An der Universität Paderborn war sie von 2015 bis 2019 Studiendekanin der Fakultät Elektrotechnik, Informatik und Mathematik.